# Waterhouse Football Club
Il Waterhouse Football Club è una società calcistica con sede a Kingston in Giamaica.
Fondato nel 1968 il club milita nel massimo Campionato giamaicano di calcio.

## Storia
Il Waterhouse è stato fondato nel 1968 con il nome di Harlem Kickers, nel 1972 cambiò nome in The Great West Football Club per poi cambiare nuovamente denominazione nel 1979 in Waterhouse

## Palmarès

### Competizioni nazionali
- National Premier League: 2

1997-1998, 2005-2006
- Red Stripe Champions Cup (Coppa nazionale): 3

2004, 2008, 2013, 2016( Liberatore team)

### Altri piazzamenti
- National Premier League:

Secondo posto: 2017-2018, 2018-2019
Terzo posto: 2009-2010, 2011-2012
- Campionato per club CFU:

Finalista: 2019
Semifinalista: 1998, 2014, 2020

## Organico

### Rosa 2014-2015[4]
| N. |                     | Ruolo | Calciatore            |
| -- | ------------------- | ----- | --------------------- |
|    | Italia (bandiera)   | P     | Federico Gaioni       |
|    | Giamaica (bandiera) | P     | Kelso Cousins         |
|    | Giamaica (bandiera) | P     | Richard McCallum      |
|    | Giamaica (bandiera) | D     | Rohan Amos (capitano) |
|    | Giamaica (bandiera) | D     | Oshane Roberts        |
|    | Giamaica (bandiera) | D     | Kimorlee Brissett     |
|    | Giamaica (bandiera) | D     | Upston Edwards        |
|    | Giamaica (bandiera) | D     | Marco McDonald        |
|    | Giamaica (bandiera) | D     | Kemar Thomas          |
|    | Giamaica (bandiera) | D     | Garfield Anderson     |
|    | Giamaica (bandiera) | D     | Nathaniel Leslie      |
|    | Giamaica (bandiera) | D     | Oshane Roberts        |
|    | Grenada (bandiera)  | D     | Nicko Williams        |
|    | Giamaica (bandiera) | C     | DeAndre Brown         |
|    | Giamaica (bandiera) | D     | Vincent Earle         |

| N. |                     | Ruolo | Calciatore         |
| -- | ------------------- | ----- | ------------------ |
|    | Giamaica (bandiera) | C     | Hughan Gray        |
|    | Giamaica (bandiera) | C     | Hugh Howell        |
|    | Giamaica (bandiera) | C     | Nicholay Finlayson |
|    | Giamaica (bandiera) | A     | Marvin Morgan, Jr. |
|    | Giamaica (bandiera) | C     | Romario Campbell   |
|    | Giamaica (bandiera) | C     | Thedlin Francoeur  |
|    | Giamaica (bandiera) | A     | Weston Forrest     |
|    | Giamaica (bandiera) | C     | Damarley Samuels   |
|    | Giamaica (bandiera) | A     | Juvaune Benjamin   |
|    | Giamaica (bandiera) | C     | Steve Broderick    |
|    | Giamaica (bandiera) | C     | Evan Taylor        |
|    | Giamaica (bandiera) | C     | Damarley Samuels   |
|    | Giamaica (bandiera) | A     | Javanie Mitchell   |
|    | Giamaica (bandiera) | A     | Jermain Anderson   |